# Ave Maria

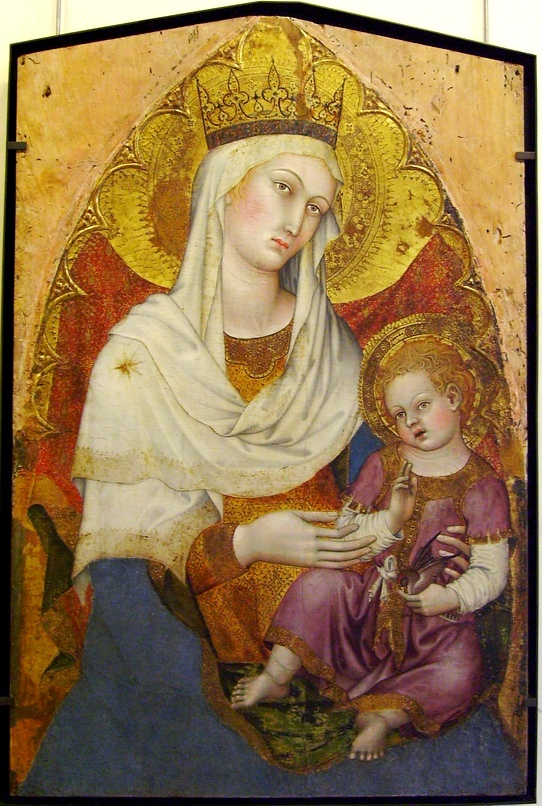
Madonna și Pruncul, de Taddeo di Bartolo, 1400, un exemplu de pictură gotică

Ave Maria este o rugăciune creștină.